# Лунина-Риччи, Екатерина Петровна
Графиня Екатерина Петровна Риччи (урождённая Лунина; 1787 — 8 [20] февраля 1886) — певица, знакомая А. С. Пушкина; двоюродная сестра декабриста М. С. Лунина и племянница писательницы А. П. Хвостовой.

## Биография
Единственная дочь генерал-лейтенанта Петра Михайловича Лунина (1746—1822) от брака с Авдотьей Семёновной Хвостовой (1760—1843). По матери была прямым потомком графа Г. П. Чернышёва. Получила домашнее воспитание в богатом родительском доме на Никитском бульваре в Москве и была ученицей знаменитого певца Мускети.
Семья иногда подолгу жила в Петербурге или за границей, где Екатерина, обладая незаурядными вокальными данными, смогла получить высшее музыкальное образование. В 1809 году окончила Филармоническую академию в Болонье и была удостоена звания первоклассной певицы и высшей награды того времени — золотого лаврового венка. После Тильзитского мира выступления Екатерины Луниной вызвали восторги парижской публики; в салоне королевы Гортензии она имела такой успех, что Наполеон I просил её петь в дружеском кружке в Тюильри.
Затем Екатерина Петровна поселилась с матерью в Санкт-Петербурге, где весь высший свет съезжался на музыкальные спектакли с её участием в дом Демидовых. Она не только прекрасно пела, но играла на арфе и клавесине и даже сама сочиняла музыку. Несмотря на довольно некрасивую внешность, Лунина слыла львицей большого света. По словам современниц, у неё были коротенькие ноги, очень длинная и толстая талия и большая голова, вообще — много непривлекательного. При этом она была большая чудачка и уверяла окружающих, что ей всего 20 лет, хотя все знали, что она шестью годами старше. Вообще про её эксцентричность в столице ходило много рассказов. После окончания наполеоновских войн Лунины снова уехали в Европу. Об их жизни во Флоренции в 1816 и 1817 годах граф Ф. Головкин писал:

Барышня Лунина со мною немного кокетничает, но, в общем, это люди довольно благородные, довольно богатые и довольно воспитанные. Обе дамы до того безобразны, что могут обратить в бегство кого угодно, но у дочери, может быть, один из лучших голосов Европы… Несмотря на 100-тысячный годовой доход, составляющий её приданое, ей ещё не удалось выйти замуж. Двадцать три раза ей делали предложение, но ни разу её отец, её мать и она сама не могли прийти к соглашению; недавно отказали князю Компасса, испанскому гранду и красавцу мужчине. Я взял её под свое покровительство, заметив, что она влюбилась в одного молодого человека, который обладает ничем кроме красивой внешности и крупного таланта к пению, не решавшегося представиться Луниным, я просил г-жу д`Альбани сделать от его имени предложение, оно было принято и всё кончилось благополучно.

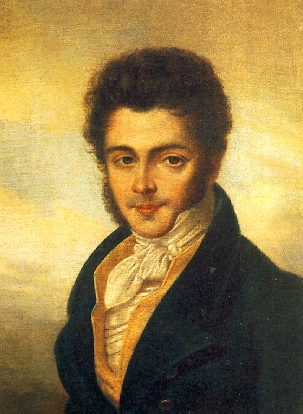
Граф Миньято Риччи

18 ноября 1817 года Екатерина Лунина обвенчалась в Римском Капитолии (где в своё время она была коронована за отличное пение) с красавцем-флорентийцем Миньято Риччи (1792—1877), который был на пять лет моложе её. Перед свадьбой, благодаря хлопотам графа Головина, великий герцог Тосканский возвёл будущего зятя Луниных в графское достоинство. Приехав в Россию, супруги Риччи поселились у родителей в Москве во вновь отстроенной после пожара большой городской усадьбе на Никитском бульваре, а затем переехали в свой дом у верхней части Тверского бульвара, на углу Ситниковского переулка и Бронной.
По свидетельству М. Д. Бутурлина, супруги Риччи жили довольно открыто, в 1820-е годы «артистическая звезда графини уже померкла, голос её, хотя ещё обширный, высказывался визгливостью и был не всегда верной интонации. Муж же её пел с большим вкусом и методом, но басовый голос его был глух и несилен, отчего нельзя было ему пускаться на сцену. Граф Риччи был превосходным комнатным певцом и особенно хорошо пел французские своего сочинения романсы». В декабре 1820 года московский почт-директор А. Я. Булгаков писал брату: 

Пустился к Луниным, где была прекрасная музыка. Чудесно поет этот Риччи, а голос в роде Стефана Мондини… Любо слушать мужа с женой. Когда она была брюхата в первый раз, Миттерних сказал ей: «Дети кричат, рождаясь в свет; но я уверен, сударыня, что ваше дитя будет петь!»
Материнство Екатерине Петровне давалось трудно. Её первая беременность из-за сумасбродства отца, пожелавшего испытать любовь дочери и распустившего слух, что он умер скоропостижно на улице, окончилась преждевременными родами в Париже и болезнью. 21 апреле 1821 года в Москве графиня Риччи благополучно родила дочь Александру, но она вскоре умерла. В 1822 году скончался П. М. Лунин, оставив жену и дочь в сложном материальном положении. Все эти испытания сказывались на психологическом состоянии Екатерины Павловны. «Бедная Риччи больна, нервы расстроены, стала при мне смеяться, упала в обморок… Худа и бледна, как смерть», — писал А. Я. Булгаков.

Оправившись от утрат, Екатерина Петровна начала вновь принимать гостей в своем салоне. Когда в 1826 году в Москву на коронацию прибыл Николай I, его супруга Александра Фёдоровна пожелала послушать пение графини Риччи. В одном из писем того времени А. С. Пушкин писал: «Еду сегодня в концерт великолепной, необыкновенной певицы Екатерины Петровны Луниной». Однажды на бале, с её кавалером по танцу, А. И. Тургеневым случился казус, о котором позже А. С. Пушкин иронически написал:
На свадьбах и в Библейской зале
Среди веселий и забот,
Роняешь Лунину на бале,
Подъемлешь трепетных сирот.

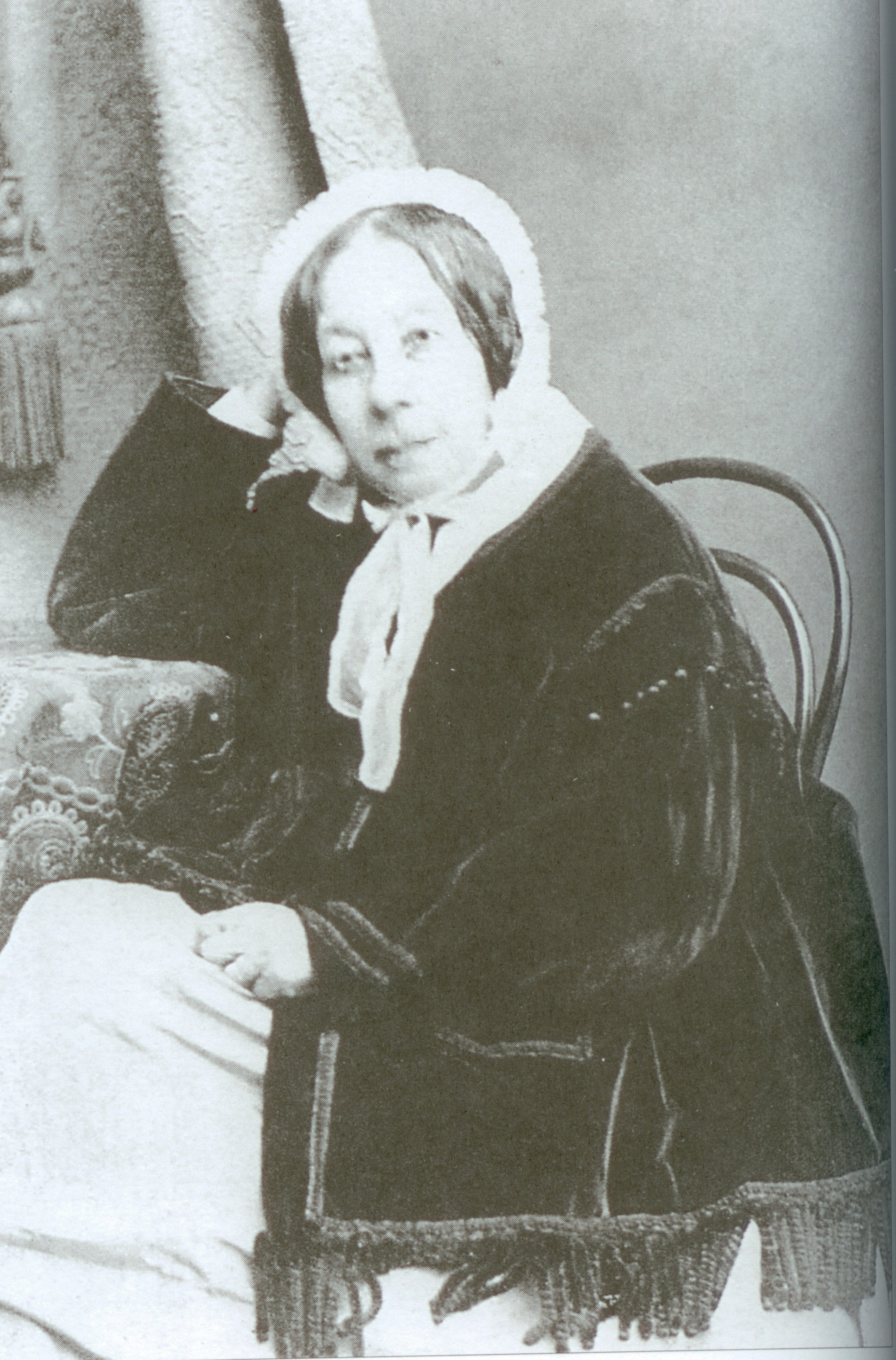
Графиня Лунина-Риччи

В 1828 году граф Риччи, блиставший своим голосом в салоне жены и княгини Зинаиды Волконской, увлёкшись последней, оставил жену и навсегда уехал в Италию. Когда в 1829 году в Италию переселилась и Волконская, Риччи на долгие годы стал постоянным посетителем виллы княгини в Риме.
Оставшись одна, Екатерина Петровна жила с матерью в Москве на наёмных квартирах. Из-за долгов они были вынуждены продать свой дом на Никитском бульваре (к тому времени они занимали только обширный правый флигель усадьбы) Государственному банку. Летом они жили у родственников Голицыных-Прозоровских в их имении в селе Троицкое-Раменское. В 1845 году современники отмечали уже крайнюю бедность певицы.
Не имея своих детей, графиня Риччи взяла на воспитание девочку Елизавету (1835—1919), внебрачную дочь двоюродного брата Павла Александровича Нащокина. Она стала ей как родная дочь. В старости Екатерина Петровна жила в семье своей воспитанницы и её мужа Ф. М. Дмитриева, директора мануфактурной фабрики купца П. С. Малютина. Скончалась в возрасте 99 лет и была похоронена рядом с матерью на старом кладбище в селе Троицкое-Раменское.